# ダークホース 〜リア獣エイブの恋〜
『ダークホース 〜リア獣エイブの恋〜』（ダークホース リアじゅうエイブのこい、Dark Horse）は、2011年のアメリカ合衆国のコメディドラマ映画。監督・脚本はトッド・ソロンズ、出演はジョーダン・ゲルバーとセルマ・ブレアなど。大人になり切れないまま中年を迎えたダメ男の勘違いだらけの恋愛騒動を描いたラブコメディ。
日本公開時のキャッチコピーは「オレもまだ本気出してないだけ。」（公式サイトより）。

## ストーリー
両親から甘やかされて育ったエイブは、いまや自己中心的な性格を持つダメな大人になっており、「いつかはダークホースのように大成功をつかむ」という両親の希望もしぼんでいた。
そんなある日、エイブは知人の結婚披露パーティーの会場でミランダと言う女性と知り合い、一目惚れする。
積極的にアプローチして来るエイブの存在をミランダは鬱陶しく感じていたが、失恋したばかりで情緒不安定の彼女はリストカットを繰り返す生活から逃れるために自暴自棄になってエイブのプロポーズを受けてしまう。ミランダが本当は自分を愛してなどいないことを知りつつも喜ぶエイブだったが、互いの両親を引き合わせた日にミランダからB型肝炎を患っていることを知らされる。命の危険はほとんどないと言うものの、エイブは彼女との結婚を取りやめるべきか悩み始め、徐々に妄想と現実がない交ぜになって行く。そして相変わらず仕事もろくにできないことから、とうとう雇い主である父ジャッキーからクビを言い渡されてしまう。会社を飛び出し、車を暴走させるエイブは、自分を溺愛する母フィリスと子供の頃から優秀でハンサムな弟リチャードの幻に、努力もせずに何でも親や周りのせいにする自分のダメさを鋭く指摘される。更にそこに現れたエイブの相談相手で唯一の味方だった同僚の中年女性事務員マリーからも見放されてしまう。
そこで目を覚ましたエイブは自分が会社を飛び出して車を暴走させた際に事故を起こして2ヶ月も昏睡状態にあったこと、そして両足を失ったことを知る。見舞いに来たミランダは肝炎が完治したことを報告すると、エイブに情は抱いているが愛することはできないと涙ながらに告げる。その後、肝炎を患ったエイブは見舞いに来たマリーに熱いキスをする。それからしばらくしてエイブは亡くなる。エイブ（の魂）は家に戻って来ると子供の頃に身長を記録していた柱の前に立つ。リフォームで張り替えた壁紙を少し破ると、そこにはエイブを「ダークホース」として期待しているとの父親の言葉が記されていた。
エイブの葬儀には、両親やリチャードだけでなく、マリーや従弟で同僚のジャスティン、そして生まれたばかりの赤ん坊を抱いたミランダも参列する。
ジャッキーとジャスティンが忙しく働いている職場で、マリーはぼんやりとして、エイブと抱き合いながらダンスする姿を妄想する。

## キャスト
- エイブ: ジョーダン・ゲルバー - 両親と同居中のハゲでデブのオタク。35歳。
- ミランダ: セルマ・ブレア - リストカットを繰り返している美女。
- ジャッキー: クリストファー・ウォーケン - エイブの父。不動産会社を経営。
- フィリス: ミア・ファロー - エイブの母。エイブを溺愛。
- リチャード: ジャスティン・バーサ - エイブと疎遠な弟。イケメンの医師。
- マフムード: アーシフ・マンドヴィ - ミランダの元カレ。
- マリー: ドナ・マーフィ - ジャッキーの会社の女性事務員。
- ローリ: メアリー・ジョイ（英語版） - ミランダの母。
- アーニー: ピーター・マクロビー（英語版） - ミランダの父。
- ジャスティン: ザカリー・ブース（英語版） - エイブの従弟で同僚。

## 製作
2010年8月、ソロンズは脚本が完成したことをインタビューで明かしたが、その詳細を報道させるのには消極的であった。
撮影は2010年10月にニューヨーク州で始まった。

## 公開
2011年9月に第68回ヴェネツィア国際映画祭、第36回トロント国際映画祭で上映された。
アメリカ合衆国では2012年6月8日に劇場公開された。

## 作品の評価
Rotten Tomatoesによれば、80件の評論のうち高評価は70%にあたる56件で、平均点は10点満点中6.2点、批評家の一致した見解は「典型的な人間嫌いでありながら、不思議なほど満足感があって鋭敏な『ダークホース 〜リア獣エイブの恋〜』は、シニカルな改宗者に説教するような映画である。」となっている。
Metacriticによれば、29件の評論のうち、高評価は15件、賛否混在は13件、低評価は1件で、平均点は100点満点中66点となっている。